# Comuna Borgholm
Borgholm (Borgholms kommun) este o comună din comitatul Kalmar län, Suedia, cu o populație de 10.619 locuitori (2013).

## Geografie

### Zone urbane
Lista celor mai mari zone urbane din comună (anul 2015) conform Biroului Central de Statistică al Suediei:
| Nr | Zona urbană | Pop.  |
| -- | ----------- | ----- |
| 1  | Borgholm    | 4.344 |
| 2  | Löttorp     | 562   |
| 3  | Rälla       | 418   |
| 4  | Stora Rör   | 209   |

## Demografie
| \| Evoluția demografică în comuna Borgholm, 1970–2015 \| Evoluția demografică în comuna Borgholm, 1970–2015 \| Evoluția demografică în comuna Borgholm, 1970–2015 \| Evoluția demografică în comuna Borgholm, 1970–2015 \| Evoluția demografică în comuna Borgholm, 1970–2015 \| \| ----------------------------------------------------------------------------------------------------- \| -------------------------------------------------- \| -------------------------------------------------- \| -------------------------------------------------- \| -------------------------------------------------- \| \| An \| \| \| Locuitori \| \| \| 1970 \| 1970 \| \| 10432 \| 10432 \| \| 1975 \| 1975 \| \| 10786 \| 10786 \| \| 1980 \| 1980 \| \| 11030 \| 11030 \| \| 1985 \| 1985 \| \| 11079 \| 11079 \| \| 1990 \| 1990 \| \| 11484 \| 11484 \| \| 1995 \| 1995 \| \| 11859 \| 11859 \| \| 2000 \| 2000 \| \| 11288 \| 11288 \| \| 2005 \| 2005 \| \| 11067 \| 11067 \| \| 2010 \| 2010 \| \| 10676 \| 10676 \| \| 2015 \| 2015 \| \| 10681 \| 10681 \| \| Sursa: SCB - Statistika Centralbyrån, Folkmängd efter region, civilstånd, ålder och kön. År 1968–2016 \| \| \| \| \| |      |  |           |       |
| Evoluția demografică în comuna Borgholm, 1970–2015 |      |  |           |       |
| An |      |  | Locuitori |       |
| 1970 | 1970 |  | 10432     | 10432 |
| 1975 | 1975 |  | 10786     | 10786 |
| 1980 | 1980 |  | 11030     | 11030 |
| 1985 | 1985 |  | 11079     | 11079 |
| 1990 | 1990 |  | 11484     | 11484 |
| 1995 | 1995 |  | 11859     | 11859 |
| 2000 | 2000 |  | 11288     | 11288 |
| 2005 | 2005 |  | 11067     | 11067 |
| 2010 | 2010 |  | 10676     | 10676 |
| 2015 | 2015 |  | 10681     | 10681 |
| Sursa: SCB - Statistika Centralbyrån, Folkmängd efter region, civilstånd, ålder och kön. År 1968–2016 |      |  |           |       |